# Новокузнєцово
Новокузнєцово (рос. Новокузнецово) — присілок у Гатчинському районі Ленінградської області Російської Федерації.
Населення становить 85 осіб. Належить до муніципального утворення Кобринське сільське поселення.

## Географія
Населений пункт розташований на південній околиці міста Санкт-Петербурга.

## Історія
Згідно із законом від 16 грудня 2004 року № 113—оз належить до муніципального утворення Кобринське сільське поселення.

## Населення
| 1838 | 1862 | 1928 | 1958 | 1997 | 2002 | 2007 |
| ---- | ---- | ---- | ---- | ---- | ---- | ---- |
| 127  | ↘92  | ↗180 | ↗214 | ↘56  | ↗74  | ↘66  |
| 2010 | 2014 | 2017 |      |      |      |      |
| ↗71  | ↘60  | ↗85  |      |      |      |      |